# Regione del Mar Mediterraneo
La Regione del Mar Mediterraneo (in turco Akdeniz Bölgesi) è una delle sette divisioni a fini statistici della Turchia. Si trova nella parte meridionale del paese. La superficie è di circa 90.348 km² ed ha una popolazione di circa 9,4 milioni di abitanti.

## Province
Della regione fanno parte le seguenti province:
- Adalia
- Adana
- Burdur
- Hatay
- Isparta
- Kahramanmaraş
- Mersina (Mersin)
- Osmaniye